# Unione Sportiva Lecce 1951-1952
Questa voce raccoglie le informazioni riguardanti l'Unione Sportiva Lecce nelle competizioni ufficiali della stagione 1951-1952.

## Divise
| Casa |

## Rosa
| N. |                   | Ruolo | Calciatore        |
| -- | ----------------- | ----- | ----------------- |
|    | Italia (bandiera) | P     | Giuseppe Eberle   |
|    | Italia (bandiera) | P     | Mario Gambazza    |
|    | Italia (bandiera) | D     | Ugo Terzolo       |
|    | Italia (bandiera) | D     | Bruno Volponi     |
|    | Italia (bandiera) | D     | Giorgio Bernardin |
|    | Italia (bandiera) | C     | Domenico Tosi     |
|    | Italia (bandiera) | C     | Giovanni Prevosti |
|    | Italia (bandiera) | C     | Saverino Gorini   |

| N. |                   | Ruolo | Calciatore                     |
| -- | ----------------- | ----- | ------------------------------ |
|    | Italia (bandiera) | C     | Livio Rimbaldo                 |
|    | Italia (bandiera) | C     | Luigi Rosellini                |
|    | Italia (bandiera) | C     | Pietro Magni                   |
|    | Italia (bandiera) | A     | Goffredo Stabellini (capitano) |
|    | Italia (bandiera) | A     | Anselmo Bislenghi              |
|    | Italia (bandiera) | A     | Pietro De Santis               |
|    | Italia (bandiera) | A     | Franco Cardinali               |
|    | Italia (bandiera) | A     | Antonio Cillo                  |

## Calciomercato

### Sessione invernale
| Acquisti | Acquisti         | Acquisti | Acquisti |
| R.       | Nome             | da       | Modalità |
| -------- | ---------------- | -------- | -------- |
| A        | Pietro De Santis | Palermo  | -        |

| Cessioni | Cessioni | Cessioni | Cessioni |
| R.       | Nome     | a        | Modalità |
| -------- | -------- | -------- | -------- |

## Fonte
- WLecce.it.